# Mazettia
Mazettia is een geslacht van uitgestorven zee-egels uit de familie Maretiidae.

## Soorten
- Mazettia pareti (Manzoni, 1879) †